# Yuzhou (Yulin)
Yuzhou (chinesisch 玉州区, Pinyin Yùzhōu Qū; Zhuang Yicouh Gih) ist ein chinesischer Stadtbezirk der bezirksfreien Stadt Yulin im Südosten des Autonomen Gebiets Guangxi der Zhuang. Er hat eine Fläche von 435,5 km² und zählt 741.800 Einwohner (Stand: Ende 2018). Er ist Zentrum und Sitz der Stadtregierung.

## Administrative Gliederung
Der Stadtbezirk hat fünf Straßenviertel und zehn Großgemeinden. 